# Eishockey-Weltmeisterschaft der Frauen 2019
Die 22. Eishockey-Weltmeisterschaft der Frauen der Internationalen Eishockey-Föderation IIHF waren die Eishockey-Weltmeisterschaften des Jahres 2019. Insgesamt nahmen zwischen dem 13. Januar und dem 14. April 2019 39 Nationalmannschaften an den sechs Turnieren der Top-Division, den Divisionen I und II sowie der Qualifikation für die Division II B teil.
Den Weltmeistertitel sicherte sich zum neunten Mal insgesamt und zum fünften Mal in Folge die Mannschaft der Vereinigten Staaten, die im Finale Finnland mit 2:1 im Penaltyschießen bezwang. Es war das erste Mal in der Geschichte der Frauen-Weltmeisterschaft, dass sich nicht die Vereinigten Staaten und Kanada, das sich mit Bronze begnügen musste, im Finale gegenüberstanden. Die deutsche Mannschaft belegte den siebten Rang, während die Schweiz sich auf dem fünften Platz klassierte. Das Team aus Österreich verpasste mit dem vierten Platz in der Gruppe A der Division I abermals den Aufstieg in die Top-Division.

## Teilnehmer, Austragungsorte und -zeiträume
- Top-Division: 4. bis 14. April 2019 in Espoo, Finnland
Teilnehmer:  Deutschland,  Finnland,  Frankreich (Aufsteiger),  Japan (Aufsteiger),  Kanada,  Russland,  Schweden,  Schweiz,  Tschechien,  USA (Titelverteidiger)

- Division I
  - Gruppe A: 7. bis 13. April 2019 in Budapest, Ungarn
Teilnehmer:  Dänemark,  Italien (Aufsteiger),  Norwegen,  Österreich,  Slowakei,  Ungarn
  - Gruppe B: 6. bis 12. April 2019 in Peking, Volksrepublik China
Teilnehmer:  Volksrepublik China,  Kasachstan,  Lettland,  Niederlande (Aufsteiger),  Polen,  Südkorea

- Division II
  - Gruppe A: 2. bis 8. April 2019 in Dumfries, Schottland, Großbritannien
Teilnehmer:  Australien,  Großbritannien,  Mexiko,  Nordkorea,  Slowenien,  Spanien (Aufsteiger)
  - Gruppe B: 1. bis 7. April 2019 in Brașov, Rumänien
Teilnehmer:  Republik China (Taiwan),  Island,  Kroatien (Aufsteiger),  Neuseeland,  Rumänien,  Türkei

- Qualifikation zur Division IIB: 13. bis 18. Januar 2019 in Kapstadt, Südafrika
Teilnehmer:  Belgien,  Bulgarien,  Hongkong,  Südafrika,  Ukraine (Neuling)

## Top-Division
Die Top-Division der Weltmeisterschaft wurde vom 4. bis 14. April 2019 in der finnischen Stadt Espoo ausgetragen. Gespielt wurde in den beiden Hallen der Espoo Metro Areena mit 6.982 Plätzen (Arena) respektive 500 Plätzen (Halle II). Insgesamt besuchten 51.247 Zuschauer die 29 Turnierspiele, was einem Schnitt von 1.767 pro Partie entspricht.
Am Turnier nahmen zehn Nationalmannschaften teil, die in zwei leistungsmäßig abgestuften Gruppen zu je fünf Teams spielten. Die Gruppeneinteilung wurde auf Basis der nach Abschluss der Weltmeisterschaft 2018 aktuellen IIHF-Weltrangliste festgelegt:
| Gruppe A     | Gruppe B        |
| USA (1)      | Schweden (6)    |
| Kanada (2)   | Japan (7)       |
| Finnland (3) | Deutschland (8) |
| Russland (4) | Tschechien (9)  |
| Schweiz (5)  | Frankreich (10) |

Aufgrund der Neustrukturierung des Turniers und der damit verbundenen Einteilung in zwei leistungsmäßig unterteilte Gruppen, blieben in der Vorrunde überraschende Ergebnisse aus. In der Gruppe B qualifizierten sich Aufsteiger Tschechien, Deutschland und Japan für das Viertelfinale, wo sie gegen die Vereinigten Staaten, Kanada und Finnland jedoch chancenlos waren. Neben Frankreich stieg die schwedische Mannschaft erstmals in der WM-Geschichte in die Division I ab.
Neben den drei Top-Nationen qualifizierte sich auch Russland für das Halbfinale, das im Viertelfinale die Schweiz bezwang. Während sich die USA mit einem deutlichen Sieg über Russland die 19. Finalteilnahme in Serie sicherte, sorgte Gastgeber Finnland mit dem Sieg über Kanada für eine Überraschung. Das Finale lautete somit erstmals in der WM-Geschichte nicht USA gegen Kanada. Im Finale siegten die Vereinigten Staaten erst im Penaltyschießen mit 2:1. Dabei wurde den Finninnen der vermeintliche Siegtreffer durch Petra Nieminen in der Verlängerung nach einer mehrminütig andauernden Unterbrechung wegen einer Videobeweisentscheidung aberkannt. Den entscheidenden Treffer für die US-Amerikanerinnen erzielte Annie Pankowski.

### Modus
Durch die zweijährige Aufstockung von acht auf zehn teilnehmende Mannschaften wurde das Turnier erstmals in einem neuen Modus ausgetragen. Die zehn Teilnehmer wurden in zwei leistungsmäßig abgestufte Gruppen à fünf Mannschaften eingeteilt. Alle Mannschaften bestritten zunächst vier Spiele, woraufhin sich nach der Vorrunde alle fünf Teams der Gruppe A sowie die drei punktbesten Mannschaften der Gruppe B für das Viertelfinale qualifizierten. Die beiden letztplatzierten Mannschaften der Gruppe B stiegen in die Division IA ab.
Die Teams im Viertelfinale bestritten je ein Qualifikationsspiel zur Halbfinalteilnahme. Die Sieger der beiden Halbfinalspiele qualifizierten sich für das Finale. Der Vierte und Fünfte der Gruppe B bestritten zudem ein Platzierungsspiel.

### Austragungsorte
| \| Espoo \|                          |
| Austragungsort der Weltmeisterschaft |
| Espoo                                |

| Espoo |

### Vorrunde

#### Gruppe A
| 4. April 2019 16:00 Uhr (Ortszeit) | Schweiz | 0:6 (0:2, 0:0, 0:4) Spielbericht | Kanada L. Gabel (9:08) N. Spooner (9:24) E. Clark (41:35) E. Clark (47:43) J. L. Rattray (52:54) B. Turnbull (58:03) | Metro Areena, Espoo Zuschauer: 649 |

| 4. April 2019 19:30 Uhr | Finnland E. Holopainen (9:28) P. Nieminen (31:18) | 2:6 (1:1, 1:0, 0:5) Spielbericht | USA K. Coyne Schofield (17:48) M. Samoskevich (43:10) H. Knight (44:51) A. Carpenter (47:38) B. Decker (51:35) A. Pankowski (57:29) | Metro Areena, Espoo Zuschauer: 4.046 |

| 5. April 2019 19:30 Uhr | Russland A. Timofejewa (19:50) O. Sossina (59:23) | 2:1 (1:1, 0:0, 1:0) Spielbericht | Schweiz E. Raselli (13:41) | Metro Areena, Espoo Zuschauer: 629 |

| 6. April 2019 16:00 Uhr | Russland | 0:4 (0:1, 0:0, 0:3) Spielbericht | Finnland P. Nieminen (6:06) S. Hakala (43:07) V. Vainikka (46:30) E. Holopainen (47:53) | Metro Areena, Espoo Zuschauer: 5.723 |

| 6. April 2019 19:30 Uhr | USA H. Knight (4:23) K. Coyne Schofield (18:13) A. Pankowski (34:03) | 3:2 (2:1, 1:1, 0:0) Spielbericht | Kanada S. Nurse (6:27) B. Jenner (21:55) | Metro Areena, Espoo Zuschauer: 3.102 |

| 7. April 2019 19:30 Uhr | Schweiz | 0:8 (0:3, 0:1, 0:4) Spielbericht | USA A. Carpenter (3:41) D. Cameranesi (9:41) M. Keller (15:02) A. Kessel (20:52) A. Kessel (50:05) M. Keller (54:39) H. Knight (56:01) D. Cameranesi (59:38) | Metro Areena, Espoo Zuschauer: 343 |

| 8. April 2019 16:00 Uhr | Finnland S. Tapani (14:02) R. Lindstedt (17:59) L. Välimäki (33:31) M. Karvinen (37:12) M. Tuominen (47:14) M. Karvinen (49:43) | 6:2 (2:1, 2:1, 2:0) Spielbericht | Schweiz E. Raselli (13:34) A. Müller (25:48) | Metro Areena, Espoo Zuschauer: 3.226 |

| 8. April 2019 19:30 Uhr | Kanada N. Spooner (13:43) R. Johnston (24:22) B. Turnbull (26:22) N. Spooner (31:32) N. Spooner (35:16) | 5:1 (1:0, 4:0, 0:1) Spielbericht | Russland L. Ganejewa (41:01) | Metro Areena, Espoo Zuschauer: 285 |

| 9. April 2019 16:00 Uhr | USA A. Kessel (2:07) C. Barnes (13:44) K. Coyne Schofield (14:01) M. Bozek (23:50) L. Stecklein (28:18) H. Knight (32:41) K. Coyne Schofield (39:07) B. Decker (46:01) L. Stecklein (52:11) M. Samoskevich (57:12) | 10:0 (3:0, 4:0, 3:0) Spielbericht | Russland | Metro Areena, Espoo Zuschauer: 954 |

| 9. April 2019 19:30 Uhr | Kanada L. Gabel (10:44) R. Johnston (14:00) L. Gabel (35:35) B. Jenner (38:23) S. Nurse (49:51) E. Ambrose (51:32) | 6:1 (2:0, 2:0, 2:1) Spielbericht | Finnland E. Viitasuo (42:42) | Metro Areena, Espoo Zuschauer: 4.752 |

| Pl. |          | Sp | S | OTS | OTN | N | Tore  | Punkte |
| 1.  | USA      | 4  | 4 | 0   | 0   | 0 | 27:04 | 12     |
| 2.  | Kanada   | 4  | 3 | 0   | 0   | 1 | 19:05 | 9      |
| 3.  | Finnland | 4  | 2 | 0   | 0   | 2 | 13:14 | 6      |
| 4.  | Russland | 4  | 1 | 0   | 0   | 3 | 03:20 | 3      |
| 5.  | Schweiz  | 4  | 0 | 0   | 0   | 4 | 03:22 | 0      |

Abkürzungen: Pl. = Platz, Sp = Spiele, S = Siege, OTS = Siege nach Verlängerung (Overtime) oder Penaltyschießen, OTN = Niederlagen nach Verlängerung oder Penaltyschießen, N = Niederlagen

Erläuterungen: Viertelfinalqualifikant

#### Gruppe B
| 4. April 2019 12:30 Uhr (Ortszeit) | Deutschland E. Nix (34:09) L. Kluge (PS) | 2:1 n. P. (0:0, 1:1, 0:0, 0:0, 1:0) Spielbericht | Schweden S. Engström (29:53) | Metro Areena, Espoo Zuschauer: 1.893 |

| 4. April 2019 18:00 Uhr | Frankreich | 0:3 (0:0, 0:2, 0:1) Spielbericht | Japan M. Miura (27:28) H. Toko (30:45) S. Taka (53:15) | Metro Areena Halle II, Espoo Zuschauer: 202 |

| 5. April 2019 16:00 Uhr | Tschechien K. Mrázová (5:06) K. Hymlarová (9:44) A. Lédlová (23:26) | 3:1 (2:0, 1:0, 0:1) Spielbericht | Frankreich E. Passard (52:21) | Metro Areena, Espoo Zuschauer: 553 |

| 6. April 2019 12:30 Uhr | Schweden H. Olsson (6:55) E. Nordin (14:22) E. Grahm (57:56) | 3:5 (2:1, 0:2, 1:2) Spielbericht | Tschechien N. Mlýnková (10:04) K. Hymlarová (28:27) V. Přibylová (36:30) D. Křížová (49:46) T. Vanišová (59:45) | Metro Areena, Espoo Zuschauer: 1.024 |

| 6. April 2019 18:00 Uhr | Japan C. Ōsawa (47:49) H. Kubo (48:00) | 2:3 (0:1, 0:0, 2:2) Spielbericht | Deutschland A.-M. Fiegert (10:51) C. Haider (46:09) M. Delarbre (56:55) | Metro Areena Halle II, Espoo Zuschauer: 135 |

| 7. April 2019 16:00 Uhr | Frankreich L. Escudero (15:18) | 1:2 (1:0, 0:2, 0:0) Spielbericht | Schweden M. Olsson (26:55) P. Winberg (34:01) | Metro Areena, Espoo Zuschauer: 553 |

| 8. April 2019 12:30 Uhr | Japan H. Kubo (53:32) | 1:3 (0:2, 0:0, 1:1) Spielbericht | Tschechien D. Křížová (3:34) V. Přibylová (8:45) T. Vanišová (59:16) | Metro Areena, Espoo Zuschauer: 1.232 |

| 8. April 2019 18:00 Uhr | Deutschland N. Eisenschmid (12:37) K. Spielberger (21:59) | 2:3 n. V. (1:1, 1:1, 0:0, 0:1) Spielbericht | Frankreich L. Escudero (0:22) E. Duvin (28:15) C. Aurard (61:44) | Metro Areena Halle II, Espoo Zuschauer: 136 |

| 9. April 2019 12:30 Uhr | Schweden E. Nordin (2:36) S. Engström (47:10) | 2:3 (1:0, 0:1, 1:2) Spielbericht | Japan H. Yoneyama (36:02) Ak. Shiga (51:10) A. Toko (58:45) | Metro Areena, Espoo Zuschauer: 1.380 |

| 9. April 2019 18:00 Uhr | Tschechien A. Mills (33:07) A. Mills (35:07) | 2:0 (0:0, 2:0, 0:0) Spielbericht | Deutschland | Metro Areena Halle II, Espoo Zuschauer: 102 |

| Pl. |             | Sp | S | OTS | OTN | N | Tore  | Punkte |
| 1.  | Tschechien  | 4  | 4 | 0   | 0   | 0 | 13:05 | 12     |
| 2.  | Deutschland | 4  | 1 | 1   | 1   | 1 | 07:08 | 6      |
| 3.  | Japan       | 4  | 2 | 0   | 0   | 2 | 09:08 | 6      |
| 4.  | Schweden    | 4  | 1 | 0   | 1   | 2 | 08:11 | 4      |
| 5.  | Frankreich  | 4  | 0 | 1   | 0   | 3 | 05:10 | 2      |

Abkürzungen: Pl. = Platz, Sp = Spiele, S = Siege, OTS = Siege nach Verlängerung (Overtime) oder Penaltyschießen, OTN = Niederlagen nach Verlängerung oder Penaltyschießen, N = Niederlagen

Erläuterungen: Viertelfinalqualifikant, Absteiger in die Division IA

### Spiel um Platz 9
| 11. April 2019 14:00 Uhr (Ortszeit) | Schweden S. Lundin (36:41) E. Nordin (48:02) I. Palm (54:31) | 3:2 (0:0, 1:0, 2:2) Spielbericht | Frankreich C. Rozier (53:26) C. Aurard (56:54) | Metro Areena Halle II, Espoo Zuschauer: 142 |

### Finalrunde
|  | Viertelfinale                                          | Viertelfinale | Viertelfinale |    | Halbfinale | Halbfinale | Halbfinale       |        |   | Finale | Finale | Finale |
|  |                                                        |               |               |    |            |            |                  |        |   |        |        |        |
|  | A1                                                     | USA           | 4             |    |            |            |                  |        |   |        |        |        |
|  | B3                                                     | Japan         | 0             |    |            |            |                  |        |   |        |        |        |
|  | B3                                                     | Japan         | 0             | A1 | USA        | 8          |                  |        |   |        |        |        |
|  |                                                        |               |               | A1 | USA        | 8          |                  |        |   |        |        |        |
|  | A4                                                     | Russland      | 0             |    |            |            |                  |        |   |        |        |        |
|  | A4                                                     | Russland      | 0             | A2 | Kanada     | 5          |                  |        |   |        |        |        |
|  |                                                        |               |               | A2 | Kanada     | 5          |                  |        |   |        |        |        |
|  | B2                                                     | Deutschland   | 0             |    |            |            |                  |        |   |        |        |        |
|  | B2                                                     | Deutschland   | 0             | A1 | USA        | 2          |                  |        |   |        |        |        |
|  | (Die Teams werden nach dem Viertelfinale neu gesetzt.) |               |               | A1 | USA        | 2          |                  |        |   |        |        |        |
|  |                                                        | A3            | Finnland      | 1  |            |            |                  |        |   |        |        |        |
|  | A4                                                     | A3            | Finnland      | 1  | Russland   | 3          |                  |        |   |        |        |        |
|  | A4                                                     |               |               |    | Russland   | 3          |                  |        |   |        |        |        |
|  | A5                                                     | Schweiz       | 0             |    |            |            |                  |        |   |        |        |        |
|  | A5                                                     | Schweiz       | 0             | A2 | Kanada     | 2          |                  |        |   |        |        |        |
|  |                                                        |               |               | A2 | Kanada     | 2          | Spiel um Platz 3 |        |   |        |        |        |
|  | A3                                                     | Finnland      | 4             |    |            |            |                  |        |   |        |        |        |
|  | A3                                                     | Finnland      | 4             | A3 | Finnland   | 3          | A2               | Kanada | 7 |        |        |        |
|  |                                                        |               |               | A3 | Finnland   | 3          | A2               | Kanada | 7 |        |        |        |
|  | B1                                                     | Tschechien    | 1             | A4 | Russland   | 0          |                  |        |   |        |        |        |

#### Viertelfinale
| 11. April 2019 12:30 Uhr (Ortszeit) | USA H. Knight (16:48) D. Cameranesi (29:22) C. Barnes (42:51) K. Coyne Schofield (50:36) | 4:0 (1:0, 1:0, 2:0) Spielbericht | Japan | Metro Areena, Espoo Zuschauer: 2.483 |

| 11. April 2019 16:00 Uhr | Kanada B. Turnbull (7:40) B. Jenner (27:02) L. Stacey (29:26) N. Spooner (43:11) B. Turnbull (51:32) | 5:0 (1:0, 2:0, 2:0) Spielbericht | Deutschland | Metro Areena, Espoo Zuschauer: 744 |

| 11. April 2019 18:00 Uhr | Russland A. Schochina (32:04) J. Dergatschowa (45:24) A. Schtarjowa (58:22) | 3:0 (0:0, 1:0, 2:0) Spielbericht | Schweiz | Metro Areena Halle II, Espoo Zuschauer: 114 |

| 11. April 2019 19:30 Uhr | Finnland M. Karvinen (27:42) S. Tapani (35:58) J. Hiirikoski (50:53) | 3:1 (0:0, 2:1, 1:0) Spielbericht | Tschechien N. Mlýnková (21:31) | Metro Areena, Espoo Zuschauer: 3.290 |

#### Halbfinale
| 13. April 2019 16:00 Uhr | Kanada J. L. Rattray (2:32) L. Gabel (27:53) | 2:4 (1:1, 1:2, 0:1) Spielbericht | Finnland R. Savolainen (16:23) J. Hiirikoski (26:50) S. Tapani (36:18) R. Savolainen (59:22) | Metro Areena, Espoo Zuschauer: 4.311 |

| 13. April 2019 20:00 Uhr | USA H. Knight (11:07) A. Pankowski (23:45) E. Pfalzer (26:18) M. Bozek (29:59) K. Pannek (30:23) H. Knight (38:13) M. Bozek (46:50) K. Pannek (51:33) | 8:0 (1:0, 5:0, 2:0) Spielbericht | Russland | Metro Areena, Espoo Zuschauer: 897 |

#### Spiel um Platz 3
| 14. April 2019 16:00 Uhr | Kanada N. Spooner (6:08) J. Bourbonnais (15:31) R. Johnston (29:38) L. Gabel (43:09) J. L. Rattray (48:13) E. Ambrose (54:21) L. Gabel (55:10) | 7:0 (2:0, 1:0, 4:0) Spielbericht | Russland | Metro Areena, Espoo Zuschauer: 2.294 |

#### Finale
| 14. April 2019 20:00 Uhr | USA A. Pankowski (35:46) A. Pankowski (PS) | 2:1 n. P. (0:0, 1:1, 0:0, 0:0, 1:0) Spielbericht | Finnland S. Tapani (38:29) | Metro Areena, Espoo Zuschauer: 6.053 |

### Statistik

#### Beste Scorerinnen
Quelle: IIHF; Abkürzungen: Sp = Spiele, T = Tore, V = Assists, Pkt = Punkte, +/− = Plus/Minus, SM = Strafminuten; Fett: Turnierbestwert
| Spieler                 | Mannschaft | Sp | T | V | Pkt | +/− | SM |
| ----------------------- | ---------- | -- | - | - | --- | --- | -- |
| Hilary Knight           | USA        | 7  | 7 | 4 | 11  | +13 | 4  |
| Natalie Spooner         | Kanada     | 7  | 6 | 4 | 10  | +9  | 4  |
| Jenni Hiirikoski        | Finnland   | 7  | 2 | 8 | 10  | +5  | 0  |
| Kendall Coyne Schofield | USA        | 7  | 5 | 4 | 9   | +11 | 2  |
| Brianne Jenner          | Kanada     | 7  | 3 | 6 | 9   | +3  | 4  |
| Sarah Nurse             | Kanada     | 7  | 2 | 6 | 8   | +8  | 2  |
| Loren Gabel             | Kanada     | 7  | 6 | 1 | 7   | +6  | 2  |
| Annie Pankowski         | USA        | 7  | 4 | 3 | 7   | +10 | 2  |
| Dani Cameranesi         | USA        | 7  | 3 | 4 | 7   | +12 | 2  |
| Michelle Karvinen       | Finnland   | 7  | 3 | 4 | 7   | −1  | 2  |

#### Beste Torhüterinnen
Abkürzungen: Sp = Spiele, Min = Eiszeit (in Minuten), GT = Gegentore, SO = Shutouts, Sv% = gehaltene Schüsse (in %), GTS = Gegentorschnitt; Fett: Turnierbestwert
| Spieler         | Mannschaft  | Sp | Min    | GT | SO | Sv%   | GTS  |
| --------------- | ----------- | -- | ------ | -- | -- | ----- | ---- |
| Alex Rigsby     | USA         | 5  | 320:00 | 5  | 2  | 95,28 | 0,94 |
| Noora Räty      | Finnland    | 6  | 354:47 | 13 | 1  | 93,66 | 2,20 |
| Jennifer Harß   | Deutschland | 4  | 246:44 | 11 | 0  | 93,53 | 2,67 |
| Caroline Baldin | Frankreich  | 4  | 237:46 | 11 | 0  | 92,90 | 2,78 |
| Nana Fujimoto   | Japan       | 5  | 299:20 | 11 | 1  | 92,76 | 2,20 |

### Abschlussplatzierungen
Die Platzierungen ergaben sich nach folgenden Kriterien:
- Plätze 1 bis 4: Ergebnisse im Finale sowie im Spiel um Platz 3
- Plätze 5 bis 8 (Verlierer der Viertelfinalpartien): nach Platzierung, dann Punkten, dann Tordifferenz in der Vorrunde
- Plätze 9 bis 10: Ergebnisse im Spiel um Platz 9

| Pl. | Team        |
| --- | ----------- |
| 1   | USA         |
| 2   | Finnland    |
| 3   | Kanada      |
| 4   | Russland    |
| 5   | Schweiz     |
| 6   | Tschechien  |
| 7   | Deutschland |
| 8   | Japan       |
| 9   | Schweden    |
| 10  | Frankreich  |

### Titel, Auf- und Abstieg
| Weltmeister USA | Cayla Barnes, Kacey Bellamy, Megan Bozek, Hannah Brandt, Sydney Brodt, Dani Cameranesi, Alex Carpenter, Jesse Compher, Kendall Coyne Schofield, Brianna Decker, Megan Keller, Amanda Kessel, Hilary Knight, Annie Pankowski, Kelly Pannek, Emily Pfalzer, Michelle Picard, Emma Polusny, Alex Rigsby, Maddie Rooney, Melissa Samoskevich, Hayley Scamurra, Lee Stecklein Cheftrainer: Bob Corkum Assistenztrainer: Joel Johnson, Brian Pothier |

| Silber Finnland | Sanni Hakala, Jenni Hiirikoski, Elisa Holopainen, Venla Hovi, Michelle Karvinen, Nelli Laitinen, Rosa Lindstedt, Petra Nieminen, Tanja Niskanen, Emma Nuutinen, Isa Rahunen, Annina Rajahuhta, Noora Räty, Riikka Sallinen, Ronja Savolainen, Jenna Silvonen, Eveliina Suonpää, Susanna Tapani, Noora Tulus, Minnamari Tuominen, Viivi Vainikka, Linda Välimäki, Ella Viitasuo Cheftrainer: Pasi Mustonen Assistenztrainer: Kari Eloranta, Juuso Toivola |

| Bronze Kanada | Erin Ambrose, Ann-Sophie Bettez, Jaime Bourbonnais, Emily Clark, Mélodie Daoust, Renata Fast, Laura Fortino, Loren Gabel, Brianne Jenner, Rebecca Johnston, Geneviève Lacasse, Brigette Lacquette, Jocelyne Larocque, Emerance Maschmeyer, Sarah Nurse, Marie-Philip Poulin, Jamie Lee Rattray, Jillian Saulnier, Natalie Spooner, Laura Stacey, Shannon Szabados, Blayre Turnbull, Micah Zandee-Hart Cheftrainer: Perry Pearn Assistenztrainer: Matt Desrosiers, Caroline Ouellette |

| Absteiger in die Division IA:   | Schweden Frankreich |
| Aufsteiger in die Top-Division: | Ungarn Dänemark     |

### Auszeichnungen
Spielertrophäen
| Auszeichnung          | Spieler                 | Team     |
| --------------------- | ----------------------- | -------- |
| Beste Torhüterin      | Noora Räty              | Finnland |
| Beste Verteidigerin   | Jenni Hiirikoski        | Finnland |
| Beste Stürmerin       | Kendall Coyne Schofield | USA      |
| Wertvollste Spielerin | Jenni Hiirikoski        | Finnland |

All-Star-Team
| Angriff:      | Kendall Coyne Schofield – Hilary Knight – Michelle Karvinen |
| Verteidigung: | Cayla Barnes – Jenni Hiirikoski                             |
| Tor:          | Noora Räty                                                  |

## Division I

### Gruppe A in Budapest, Ungarn
Das Turnier der Gruppe A der Division I wurde vom 7. bis 13. April 2019 in der ungarischen Hauptstadt Budapest ausgetragen. Die Spiele fanden in der 2.048 Zuschauer fassenden Jégpalota statt. Insgesamt besuchten 7.527 Zuschauer die 15 Turnierspiele, was einem Schnitt von 501 pro Partie entspricht.
In der – wie schon im Vorjahr – leistungsdichten Gruppe A der Division I hatten vor dem Schlusstag noch vier der sechs Mannschaften die Chance auf einem der ersten beiden Tabellenplätze zu landen, und damit die Chance in die Top-Division aufzusteigen. Dabei standen sich alle vier Mannschaften an letzten Spieltag in direkten Duellen gegenüber. Während das von Pat Cortina trainierte Ungarn mit zehn Punkten die beste Ausgangsposition besaßen, waren die Däninnen die einzige der vier Mannschaften, die nicht mehr aus eigener Kraft aufsteigen konnte. Mit sechs Punkten lagen sie drei Punkte hinter den auf dem zweiten Rang liegenden Norwegerinnen. Nach dem 4:0-Sieg im Spiel gegen die Skandinavierinnen, waren sie auf einen Sieg der Gastgeberinnen in der regulären 60 Minuten angewiesen, damit Österreich bei Punktgleichheit nicht über den direkten Vergleich den Aufstieg schaffen würde. Letztlich siegte Ungarn knapp mit 2:1 und sicherte sich somit den erstmaligen Aufstieg in die Top-Division. Dänemark stieg erstmals seit der Weltmeisterschaft 1992 wieder in die höchste Gruppe auf.
Der Abstieg der Italienerinnen, die erst im Vorjahr aufgestiegen waren, war bereits am vorletzten Turniertag besiegelt. Die Südeuropäerinnen verloren alle fünf Spiele und erzielten dabei lediglich drei Tore. Den fünften Rang belegte die Slowakei.
| 7. April 2019 13:30 Uhr (Ortszeit) | Slowakei J. Hlinková (52:29) | 1:3 (0:2, 0:0, 1:1) Spielbericht | Dänemark J. Jakobsen (8:41) J. Jakobsen (13:32) N. Jensen (53:23) | Jégpalota, Budapest Zuschauer: 165 |

| 7. April 2019 17:00 Uhr | Norwegen E. Kruse (45:56) | 1:2 (0:0, 0:0, 1:2) Spielbericht | Ungarn A. Nooren (43:22) F. Gasparics (58:48) | Jégpalota, Budapest Zuschauer: 1.172 |

| 7. April 2019 20:30 Uhr | Italien F. Stocker (28:30) | 1:4 (0:1, 1:3, 0:0) Spielbericht | Österreich E. Väärälä (3:02) T. Schafzahl (20:09) T. Schafzahl (27:25) C. Wittich (32:24) | Jégpalota, Budapest Zuschauer: 95 |

| 8. April 2019 13:30 Uhr | Dänemark S. Glud (13:33) M. Hansen (26:28) L. Friis-Hansen (28:36) J. Asperud (34:05) J. Høegh Persson (50:51) M. Brix (52:57) | 6:1 (1:0, 3:1, 2:0) Spielbericht | Italien R. Roccella (32:31) | Jégpalota, Budapest Zuschauer: 65 |

| 8. April 2019 17:00 Uhr | Ungarn A. Huszák (4:52) | 1:2 n. P. (1:0, 0:0, 0:1, 0:0, 0:1) Spielbericht | Slowakei T. Korenková (45:58) J. Hlinková (PS) | Jégpalota, Budapest Zuschauer: 878 |

| 8. April 2019 20:30 Uhr | Österreich A. Meixner (13:33) E.-M. Verworner (19:22) D. Altmann (20:36) T. Schafzahl (20:51) | 4:5 (2:4, 2:1, 0:0) Spielbericht | Norwegen M. Haug Hansen (3:05) M. Sirum (10:07) M. Haug Hansen (12:08) A. Dalen (18:27) L. Bialik Øien (27:10) | Jégpalota, Budapest Zuschauer: 115 |

| 10. April 2019 13:30 Uhr | Italien | 0:2 (0:1, 0:0, 0:1) Spielbericht | Norwegen L. Tendenes (19:34) J. Biseth Engmann (46:25) | Jégpalota, Budapest Zuschauer: 72 |

| 10. April 2019 17:00 Uhr | Ungarn A. Nooren (26:58) F. Gasparics (30:41) F. Gasparics (32:43) A. Nooren (34:19) A. Huszák (46:42) R. Dabasi (57:01) | 6:2 (0:2, 4:0, 2:0) Spielbericht | Dänemark J. Høegh Persson (9:57) J. Høegh Persson (13:28) | Jégpalota, Budapest Zuschauer: 1.054 |

| 10. April 2019 20:30 Uhr | Österreich T. Graschner (10:59) D. Altmann (45:47) A. Hanser (PS) | 3:2 n. P. (1:1, 0:0, 1:1, 0:0, 1:0) Spielbericht | Slowakei T. Ištocyová (6:32) J. Hlinková (43:25) | Jégpalota, Budapest Zuschauer: 38 |

| 12. April 2019 13:30 Uhr | Norwegen M. Haug Hansen (3:13) T. Strømstad (16:55) M. Sirum (33:26) E. Kruse (56:44) | 4:0 (2:0, 1:0, 1:0) Spielbericht | Slowakei | Jégpalota, Budapest Zuschauer: 195 |

| 12. April 2019 17:00 Uhr | Ungarn F. Gasparics (10:30) R. Dabasi (13:39) F. Gasparics (16:30) A. Nooren (21:03) A. Nooren (23:37) A. Rónai (31:17) T. Horváth (34:12) M. Seregély (57:47) A. Rónai (58:52) | 9:0 (3:0, 4:0, 2:0) Spielbericht | Italien | Jégpalota, Budapest Zuschauer: 1.310 |

| 12. April 2019 20:30 Uhr | Dänemark M. Frandsen (19:38) J. Jakobsen (20:19) J. Høegh Persson (51:15) | 3:8 (1:4, 1:2, 1:2) Spielbericht | Österreich S. Volgger (3:30) D. Altmann (5:17) T. Schafzahl (9:35) A. Lopez (12:23) A. Fazokas (21:38) T. Schafzahl (35:29) A. Meixner (46:47) A. Matzka (51:44) | Jégpalota, Budapest Zuschauer: 137 |

| 13. April 2019 12:30 Uhr | Slowakei L. Halušková (4:10) I. Klimášová (26:00) | 2:1 (1:0, 1:1, 0:0) Spielbericht | Italien N. Mattivi (35:58) | Jégpalota, Budapest Zuschauer: 122 |

| 13. April 2019 16:00 Uhr | Dänemark J. Jakobsen (9:52) J. Jakobsen (32:11) N. Jensen (50:11) S. Glud (58:17) | 4:0 (1:0, 1:0, 2:0) Spielbericht | Norwegen | Jégpalota, Budapest Zuschauer: 165 |

| 13. April 2019 19:30 Uhr | Österreich A. Meixner (4:01) | 1:2 (1:1, 0:0, 0:1) Spielbericht | Ungarn F. Gasparics (0:21) B. Németh (48:46) | Jégpalota, Budapest Zuschauer: 1.944 |

| Pl. |            | Sp | S | OTS | OTN | N | Tore  | Punkte |
| 1.  | Ungarn     | 5  | 4 | 0   | 1   | 0 | 20:06 | 13     |
| 2.  | Dänemark   | 5  | 3 | 0   | 0   | 2 | 18:16 | 9      |
| 3.  | Norwegen   | 5  | 3 | 0   | 0   | 2 | 12:10 | 9      |
| 4.  | Österreich | 5  | 2 | 1   | 0   | 2 | 20:13 | 8      |
| 5.  | Slowakei   | 5  | 1 | 1   | 1   | 2 | 07:12 | 6      |
| 6.  | Italien    | 5  | 0 | 0   | 0   | 5 | 03:23 | 0      |

Abkürzungen: Pl. = Platz, Sp = Spiele, S = Siege, OTS = Siege nach Verlängerung (Overtime) oder Penaltyschießen, OTN = Niederlagen nach Verlängerung oder Penaltyschießen, N = Niederlagen

Erläuterungen: Aufsteiger in die Top-Division, Absteiger in die Division IB

#### Division-IA-Aufstiegsmannschaften
| Division-IA-Aufsteiger Ungarn   | Réka Dabasi, Fanni Gasparics, Alex Gowie, Jelena Grkovic, Tifani Horváth, Alexandra Huszák, Kinga Jókai Szilágyi, Zsófia Jókai Szilágyi, Andrea Kiss, Franciska Kiss-Simon, Emma Kreisz, Fruzsina Mayer, Stephanie Nehring, Anikó Németh, Bernadett Németh, Averi Nooren, Lotti Odnoga, Hanna Pintér, Lili Pintér, Alexandra Rónai, Míra Seregély, Enikő Tóth Trainer: Pat Cortina                    |
| Division-IA-Aufsteiger Dänemark | Amalie Andersen, Josephine Asperup, Sofia Baggesen, Michele Brix, Malene Frandsen, Lilli Friis-Hansen, Silke Glud, Josefine Hansen, Mia Hansen, Michelle Hansen, Josefine Høegh Persson, Josefine Jakobsen, Lisa Jensen, Nicoline Jensen, Sanne Jensen, Kristine Melberg, Julie Oksbjerg, Maria Peters, Cassandra Repstock-Romme, Sofia Skriver, Mille Sørensen, Linn Thomsen Trainer: Fredrik Glader |

### Gruppe B in Peking, Volksrepublik China
Das Turnier der Gruppe B der Division I wurde vom 6. bis 12. April 2019 in Peking, der Hauptstadt der Volksrepublik China, ausgetragen. Die Spiele fanden in der 6.000 Zuschauer fassenden Shougang-Eisarena statt. Insgesamt besuchten 17.980 Zuschauer die 15 Turnierspiele, was einem Schnitt von 1.198 pro Partie entspricht.
Überraschend souverän gelang Aufsteiger Niederlande mit fünf Siegen aus ebenso vielen Partien der erstmalige Aufstieg in die Gruppe A der Division I. Sie setzten sich dabei gegen die früheren A-WM-Teilnehmer aus Kasachstan und der Volksrepublik China hinter sich, ebenso den letztjährigen Olympiateilnehmer aus Südkorea. Bereits am ersten Spieltag legten die Niederländerinnen mit dem Sieg über Südkorea den Grundstein für den späteren Aufstieg. Aufgrund der Ergebnisse der Konkurrenz durften sie das Direktduell gegen Polen am Schlusstag jedoch nicht verlieren. Durch den knappen 2:0-Sieg sicherten sie sich schließlich das Ticket für die A-Gruppe. Auf dem zweiten Rang platzierte sich am letzten Turniertag die Mannschaft aus Südkorea, die Polen noch verdrängte.
Enttäuschend verlief das Turnier für die Volksrepublik China und Kasachstan, die sich mit dem vierten und fünften Rang begnügen mussten. Den Kasachinnen gelang es dabei durch einen Sieg im Direktduell am Schlusstag noch den Abstieg in die Division II A zu vermeiden. Diesen nahmen die Lettinnen hin, die damit erstmals seit 2009 in die damals noch eingleisige Division II abstiegen.
| 6. April 2019 13:00 Uhr (Ortszeit) | 6. April 2019 7:00 Uhr (MESZ) | Volksrepublik China | 3:0 (0:0, 1:0, 2:0) Spielbericht | Lettland | Shougang-Eisarena, Peking Zuschauer: 1.510 |

| 6. April 2019 16:30 Uhr | 6. April 2019 10:30 Uhr | Niederlande | 5:2 (2:1, 0:0, 3:1) Spielbericht | Südkorea | Shougang-Eisarena, Peking Zuschauer: 1.460 |

| 6. April 2019 20:00 Uhr | 6. April 2019 14:00 Uhr | Polen | 5:3 (3:1, 1:1, 1:1) Spielbericht | Kasachstan | Shougang-Eisarena, Peking Zuschauer: 1.430 |

| 7. April 2019 13:00 Uhr | 7. April 2019 7:00 Uhr | Südkorea | 2:5 (1:1, 0:1, 1:3) Spielbericht | Volksrepublik China | Shougang-Eisarena, Peking Zuschauer: 1.600 |

| 7. April 2019 16:30 Uhr | 7. April 2019 10:30 Uhr | Kasachstan | 1:3 (0:2, 1:0, 0:1) Spielbericht | Niederlande | Shougang-Eisarena, Peking Zuschauer: 950 |

| 7. April 2019 20:00 Uhr | 7. April 2019 14:00 Uhr | Lettland | 0:1 (0:1, 0:0, 0:0) Spielbericht | Polen | Shougang-Eisarena, Peking Zuschauer: 450 |

| 9. April 2019 13:00 Uhr | 9. April 2019 7:00 Uhr | Lettland | 2:1 n. P. (1:1, 0:0, 0:0, 0:0, 1:0) Spielbericht | Kasachstan | Shougang-Eisarena, Peking Zuschauer: 1.200 |

| 9. April 2019 16:30 Uhr | 9. April 2019 10:30 Uhr | Niederlande | 4:0 (0:0, 2:0, 2:0) Spielbericht | Volksrepublik China | Shougang-Eisarena, Peking Zuschauer: 1.570 |

| 9. April 2019 20:00 Uhr | 9. April 2019 14:00 Uhr | Südkorea | 4:3 (0:2, 3:0, 1:1) Spielbericht | Polen | Shougang-Eisarena, Peking Zuschauer: 750 |

| 10. April 2019 13:00 Uhr | 10. April 2019 7:00 Uhr | Lettland | 1:3 (1:0, 0:1, 0:2) Spielbericht | Niederlande | Shougang-Eisarena, Peking Zuschauer: 1.650 |

| 10. April 2019 16:30 Uhr | 10. April 2019 10:30 Uhr | Volksrepublik China | 3:4 (1:1, 0:2, 2:1) Spielbericht | Polen | Shougang-Eisarena, Peking Zuschauer: 1.580 |

| 10. April 2019 20:00 Uhr | 10. April 2019 14:00 Uhr | Kasachstan | 1:5 (0:2, 0:2, 1:1) Spielbericht | Südkorea | Shougang-Eisarena, Peking Zuschauer: 280 |

| 12. April 2019 13:00 Uhr | 12. April 2019 7:00 Uhr | Polen | 0:2 (0:0, 0:1, 0:1) Spielbericht | Niederlande | Shougang-Eisarena, Peking Zuschauer: 950 |

| 12. April 2019 16:30 Uhr | 12. April 2019 10:30 Uhr | Südkorea | 4:1 (2:1, 1:0, 1:0) Spielbericht | Lettland | Shougang-Eisarena, Peking Zuschauer: 950 |

| 12. April 2019 20:00 Uhr | 12. April 2019 14:00 Uhr | Kasachstan | 2:1 (0:0, 2:1, 0:0) Spielbericht | Volksrepublik China | Shougang-Eisarena, Peking Zuschauer: 1.650 |

| Pl. |                     | Sp | S | OTS | OTN | N | Tore  | Punkte |
| 1.  | Niederlande         | 5  | 5 | 0   | 0   | 0 | 17:04 | 15     |
| 2.  | Südkorea            | 5  | 3 | 0   | 0   | 2 | 17:15 | 9      |
| 3.  | Polen               | 5  | 3 | 0   | 0   | 2 | 13:12 | 9      |
| 4.  | Volksrepublik China | 5  | 2 | 0   | 0   | 3 | 12:12 | 6      |
| 5.  | Kasachstan          | 5  | 1 | 0   | 1   | 3 | 08:16 | 4      |
| 6.  | Lettland            | 5  | 0 | 1   | 0   | 4 | 04:12 | 2      |

Abkürzungen: Pl. = Platz, Sp = Spiele, S = Siege, OTS = Siege nach Verlängerung (Overtime) oder Penaltyschießen, OTN = Niederlagen nach Verlängerung oder Penaltyschießen, N = Niederlagen

Erläuterungen: Aufsteiger in die Division IA, Absteiger in die Division IIA

### Auf- und Abstieg
| Absteiger in die Division IA:   | Schweden Frankreich |
| Aufsteiger in die Top-Division: | Ungarn Dänemark     |
| Absteiger in die Division IB:   | Italien             |
| Aufsteiger in die Division IA:  | Niederlande         |
| Absteiger in die Division IIA:  | Lettland            |
| Aufsteiger in die Division IB:  | Slowenien           |

## Division II

### Gruppe A in Dumfries, Schottland, Großbritannien
Das Turnier der Gruppe A der Division II wurde vom 2. bis 8. April 2019 im schottischen Dumfries ausgetragen. Die Spiele fanden im 1.000 Zuschauer fassenden Dumfries Ice Bowl statt. Insgesamt besuchten 5.501 Zuschauer die 15 Turnierspiele, was einem Schnitt von 366 pro Partie entspricht.
Die Gruppe A zeigte sich mit Ausnahme des späteren Absteigers Australien als ausgeglichen und so konnte keine der Mannschaften mehr als drei Spiele in der regulären Spielzeit gewinnen. Letztlich setzte sich die Mannschaft aus Slowenien durch, die nach drei fünften Plätzen in Folge des Aufstiegs aus der Gruppe B im Jahr 2015, am Turnierende die meisten Punkte sammelten und den erstmaligen Aufstieg in die Division I feiern konnten. Ausschlaggebend war schließlich der 4:2-Sieg am zweiten Turniertag über die gastgebenden Britinnen, die sich trotz ihrer Ambitionen mit dem zweiten Rang begnügen mussten. Ebenso profitierten die Sloweninnen von ihrer Sturmreihe um Pia Pren, Sara Confidenti und der 15-jährigen Julija Blazinšek, die sich für 20 der 24 slowenischen Turniertreffer verantwortlich zeigte. Der überraschend starke Aufsteiger Spanien belegte den dritten Rang in der Gruppe. Der Abstieg Australiens nach dreijähriger Zugehörigkeit zur Gruppe war aufgrund der Ergebnisse bereits nach dem zehnten Turnierspiel am vorletzten Spieltag besiegelt.
| 2. April 2019 13:00 Uhr (Ortszeit) | Spanien | 4:3 n. P. (0:0, 1:2, 2:1, 0:0, 1:0) Spielbericht | Slowenien | Ice Bowl, Dumfries Zuschauer: 507 |

| 2. April 2019 16:30 Uhr | Nordkorea | 2:4 (2:3, 0:1, 0:0) Spielbericht | Mexiko | Ice Bowl, Dumfries Zuschauer: 192 |

| 2. April 2019 20:00 Uhr | Australien | 1:2 (0:1, 0:0, 1:1) Spielbericht | Großbritannien | Ice Bowl, Dumfries Zuschauer: 462 |

| 4. April 2019 13:00 Uhr | Nordkorea | 4:2 (1:0, 1:2, 2:0) Spielbericht | Australien | Ice Bowl, Dumfries Zuschauer: 452 |

| 4. April 2019 16:30 Uhr | Mexiko | 0:2 (0:1, 0:1, 0:0) Spielbericht | Spanien | Ice Bowl, Dumfries Zuschauer: 271 |

| 4. April 2019 20:00 Uhr | Großbritannien | 2:4 (1:0, 0:1, 1:3) Spielbericht | Slowenien | Ice Bowl, Dumfries Zuschauer: 427 |

| 5. April 2019 13:00 Uhr | Nordkorea | 2:1 n. P. (0:0, 1:0, 0:1, 0:0, 1:0) Spielbericht | Spanien | Ice Bowl, Dumfries Zuschauer: 350 |

| 5. April 2019 16:30 Uhr | Australien | 1:6 (1:1, 0:3, 0:2) Spielbericht | Slowenien | Ice Bowl, Dumfries Zuschauer: 243 |

| 5. April 2019 20:00 Uhr | Großbritannien | 3:2 n. V. (0:0, 2:1, 0:1, 1:0) Spielbericht | Mexiko | Ice Bowl, Dumfries Zuschauer: 485 |

| 7. April 2019 13:00 Uhr | Mexiko | 7:4 (0:1, 3:1, 4:2) Spielbericht | Australien | Ice Bowl, Dumfries Zuschauer: 262 |

| 7. April 2019 16:30 Uhr | Slowenien | 4:3 n. P. (1:1, 2:2, 0:0, 0:0, 1:0) Spielbericht | Nordkorea | Ice Bowl, Dumfries Zuschauer: 317 |

| 7. April 2019 20:00 Uhr | Spanien | 1:4 (1:0, 0:1, 0:3) Spielbericht | Großbritannien | Ice Bowl, Dumfries Zuschauer: 487 |

| 8. April 2019 13:00 Uhr | Slowenien | 7:1 (4:1, 2:0, 1:0) Spielbericht | Mexiko | Ice Bowl, Dumfries Zuschauer: 153 |

| 8. April 2019 16:30 Uhr | Australien | 2:3 (1:1, 1:0, 0:2) Spielbericht | Spanien | Ice Bowl, Dumfries Zuschauer: 218 |

| 8. April 2019 20:00 Uhr | Großbritannien | 2:1 (0:1, 2:0, 0:0) Spielbericht | Nordkorea | Ice Bowl, Dumfries Zuschauer: 675 |

| Pl. |                | Sp | S | OTS | OTN | N | Tore  | Punkte |
| 1.  | Slowenien      | 5  | 3 | 1   | 1   | 0 | 24:11 | 12     |
| 2.  | Großbritannien | 5  | 3 | 1   | 0   | 1 | 13:09 | 11     |
| 3.  | Spanien        | 5  | 2 | 1   | 1   | 1 | 11:11 | 9      |
| 4.  | Mexiko         | 5  | 2 | 0   | 1   | 2 | 14:18 | 7      |
| 5.  | Nordkorea      | 5  | 1 | 1   | 1   | 2 | 12:13 | 6      |
| 6.  | Australien     | 5  | 0 | 0   | 0   | 5 | 10:22 | 0      |

Abkürzungen: Pl. = Platz, Sp = Spiele, S = Siege, OTS = Siege nach Verlängerung (Overtime) oder Penaltyschießen, OTN = Niederlagen nach Verlängerung oder Penaltyschießen, N = Niederlagen

Erläuterungen: Aufsteiger in die Division IB, Absteiger in die Division IIB

### Gruppe B in Brașov, Rumänien
Das Turnier der Gruppe B der Division II wurde vom 1. bis 7. April 2019 in der rumänischen Stadt Brașov ausgetragen. Die Spiele fanden in der 1.584 Zuschauer fassenden Patinoarul Olimpic statt. Insgesamt besuchten 1.275 Zuschauer die 15 Turnierspiele, was einem Schnitt von 85 pro Partie entspricht.
Nachdem die Mannschaft aus der Republik China von der Insel Taiwan im letzten Jahr noch das Nachsehen gegenüber dem späteren Aufsteiger Spanien hatte, gelang den Asiatinnen in diesem Jahr der souveräne und erstmalige Aufstieg in die Gruppe A der Division II. Dahinter platzierten sich die Mannschaften aus Neuseeland und Island, das am letzten Spieltag durch einen Sieg im direkten Duell gegen die Republik China noch die Chance auf den Turniersieg hatte. Dahinter entwickelte sich ebenso ein Dreikampf um den Abstieg. Dabei gelang Aufsteiger Kroatien der Klassenerhalt, während die gastgebenden Rumäninnen im dritten Jahr in Folge den letzten Platz in der Gruppe belegten. Nachdem sie in den beiden Vorjahren aufgrund der Aufstockung der Top-Division nicht absteigen mussten, stiegen sie nun nach drei Jahren wieder in die Qualifikation zur Division IIB ab.
| 1. April 2019 13:00 Uhr (Ortszeit) | Neuseeland | 0:3 (0:1, 0:1, 0:1) Spielbericht | Republik China (Taiwan) | Patinoarul Olimpic, Brașov Zuschauer: 25 |

| 1. April 2019 16:30 Uhr | Kroatien | 3:6 (2:3, 0:0, 1:3) Spielbericht | Türkei | Patinoarul Olimpic, Brașov Zuschauer: 35 |

| 1. April 2019 20:00 Uhr | Island | 9:5 (3:1, 3:2, 3:2) Spielbericht | Rumänien | Patinoarul Olimpic, Brașov Zuschauer: 100 |

| 2. April 2019 13:00 Uhr | Republik China (Taiwan) | 5:3 (1:0, 1:1, 3:2) Spielbericht | Türkei | Patinoarul Olimpic, Brașov Zuschauer: 20 |

| 2. April 2019 16:30 Uhr | Island | 1:2 (1:1, 0:0, 0:1) Spielbericht | Neuseeland | Patinoarul Olimpic, Brașov Zuschauer: 40 |

| 2. April 2019 20:00 Uhr | Rumänien | 1:3 (0:2, 0:0, 1:1) Spielbericht | Kroatien | Patinoarul Olimpic, Brașov Zuschauer: 100 |

| 4. April 2019 13:00 Uhr | Island | 3:0 (0:0, 1:0, 2:0) Spielbericht | Kroatien | Patinoarul Olimpic, Brașov Zuschauer: 30 |

| 4. April 2019 16:30 Uhr | Neuseeland | 4:2 (0:1, 4:0, 0:1) Spielbericht | Türkei | Patinoarul Olimpic, Brașov Zuschauer: 40 |

| 4. April 2019 20:00 Uhr | Republik China (Taiwan) | 4:3 (1:2, 1:1, 2:0) Spielbericht | Rumänien | Patinoarul Olimpic, Brașov Zuschauer: 150 |

| 5. April 2019 13:00 Uhr | Türkei | 0:6 (0:1, 0:2, 0:3) Spielbericht | Island | Patinoarul Olimpic, Brașov Zuschauer: 30 |

| 5. April 2019 16:30 Uhr | Kroatien | 0:3 (0:2, 0:1, 0:0) Spielbericht | Republik China (Taiwan) | Patinoarul Olimpic, Brașov Zuschauer: 35 |

| 5. April 2019 20:00 Uhr | Rumänien | 1:7 (0:2, 0:2, 1:3) Spielbericht | Neuseeland | Patinoarul Olimpic, Brașov Zuschauer: 300 |

| 7. April 2019 13:00 Uhr | Neuseeland | 5:1 (0:0, 2:0, 3:1) Spielbericht | Kroatien | Patinoarul Olimpic, Brașov Zuschauer: 20 |

| 7. April 2019 16:30 Uhr | Republik China (Taiwan) | 5:2 (1:0, 2:1, 2:1) Spielbericht | Island | Patinoarul Olimpic, Brașov Zuschauer: 50 |

| 7. April 2019 20:00 Uhr | Türkei | 4:5 n. V. (3:1, 0:2, 1:1, 0:1) Spielbericht | Rumänien | Patinoarul Olimpic, Brașov Zuschauer: 300 |

| Pl. |                         | Sp | S | OTS | OTN | N | Tore  | Punkte |
| 1.  | Republik China (Taiwan) | 5  | 5 | 0   | 0   | 0 | 20:08 | 15     |
| 2.  | Neuseeland              | 5  | 4 | 0   | 0   | 1 | 18:08 | 12     |
| 3.  | Island                  | 5  | 3 | 0   | 0   | 2 | 21:12 | 9      |
| 4.  | Türkei                  | 5  | 1 | 0   | 1   | 3 | 15:23 | 4      |
| 5.  | Kroatien                | 5  | 1 | 0   | 0   | 4 | 07:18 | 3      |
| 6.  | Rumänien                | 5  | 0 | 1   | 0   | 4 | 15:27 | 2      |

Abkürzungen: Pl. = Platz, Sp = Spiele, S = Siege, OTS = Siege nach Verlängerung (Overtime) oder Penaltyschießen, OTN = Niederlagen nach Verlängerung oder Penaltyschießen, N = Niederlagen

Erläuterungen: Aufsteiger in die Division IIA, Absteiger in die Qualifikation zur Division IIB

### Auf- und Abstieg
| Absteiger in die Division IIA:  | Lettland                |
| Aufsteiger in die Division IB:  | Slowenien               |
| Absteiger in die Division IIB:  | Australien              |
| Aufsteiger in die Division IIA: | Republik China (Taiwan) |
| Absteiger in die Division III:  | Rumänien                |
| Aufsteiger in die Division IIB: | Ukraine                 |

## Qualifikation zur Division IIB
Die Qualifikation zur Gruppe B der Division II wurde vom 13. bis 18. Januar 2019 südafrikanischen Metropole Kapstadt ausgetragen. Die Spiele fanden in der 2.800 Zuschauer fassenden Grand West Ice Station statt. Insgesamt besuchten 1.500 Zuschauer die zehn Turnierspiele, was einem Schnitt von 150 pro Partie entspricht.
Als Sieger und damit Aufsteiger in die Gruppe B der Division II ging die Mannschaft aus der Ukraine hervor. Die Osteuropäerinnen nahmen erstmals seit der B-Europameisterschaft 1995 an einem internationalen Turnier teil und konnten als WM-Neuling alle vier Partien mit mindestens zwei Toren Unterschied gewinnen. Bereits vor dem für sie spielfreien Schlusstag stand das Team als Aufsteiger fest.
| 13. Januar 2019 14:00 Uhr (Ortszeit) | Hongkong | 1:8 (1:3, 0:4, 0:1) Spielbericht | Belgien | Grand West Ice Station, Kapstadt Zuschauer: 50 |

| 13. Januar 2019 19:00 Uhr | Ukraine | 3:1 (1:1, 2:0, 0:0) Spielbericht | Südafrika | Grand West Ice Station, Kapstadt Zuschauer: 400 |

| 14. Januar 2019 18:00 Uhr | Bulgarien | 1:5 (0:3, 0:0, 1:2) Spielbericht | Ukraine | Grand West Ice Station, Kapstadt Zuschauer: 40 |

| 15. Januar 2019 14:00 Uhr | Belgien | 6:0 (4:0, 0:0, 2:0) Spielbericht | Bulgarien | Grand West Ice Station, Kapstadt Zuschauer: 40 |

| 15. Januar 2019 18:00 Uhr | Südafrika | 10:1 (4:1, 3:0, 3:0) Spielbericht | Hongkong | Grand West Ice Station, Kapstadt Zuschauer: 200 |

| 16. Januar 2019 18:00 Uhr | Ukraine | 4:1 (2:0, 1:1, 1:0) Spielbericht | Belgien | Grand West Ice Station, Kapstadt Zuschauer: 100 |

| 17. Januar 2019 14:00 Uhr | Hongkong | 2:5 (1:2, 1:3, 0:0) Spielbericht | Ukraine | Grand West Ice Station, Kapstadt Zuschauer: 30 |

| 17. Januar 2019 18:00 Uhr | Südafrika | 8:4 (3:1, 1:2, 4:1) Spielbericht | Bulgarien | Grand West Ice Station, Kapstadt Zuschauer: 200 |

| 18. Januar 2019 14:00 Uhr | Bulgarien | 6:7 n. V. (1:3, 2:0, 3:3, 0:1) Spielbericht | Hongkong | Grand West Ice Station, Kapstadt Zuschauer: 40 |

| 18. Januar 2019 18:00 Uhr | Belgien | 9:2 (3:0, 3:1, 3:1) Spielbericht | Südafrika | Grand West Ice Station, Kapstadt Zuschauer: 400 |

| Pl. |           | Sp | S | OTS | OTN | N | Tore  | Punkte |
| 1.  | Ukraine   | 4  | 4 | 0   | 0   | 0 | 17:05 | 12     |
| 2.  | Belgien   | 4  | 3 | 0   | 0   | 1 | 24:07 | 9      |
| 3.  | Südafrika | 4  | 2 | 0   | 0   | 2 | 21:17 | 6      |
| 4.  | Hongkong  | 4  | 0 | 1   | 0   | 3 | 11:29 | 2      |
| 5.  | Bulgarien | 4  | 0 | 0   | 1   | 3 | 11:26 | 1      |

Abkürzungen: Pl. = Platz, Sp = Spiele, S = Siege, OTS = Siege nach Verlängerung (Overtime) oder Penaltyschießen, OTN = Niederlagen nach Verlängerung oder Penaltyschießen, N = Niederlagen

Erläuterungen: Aufsteiger in die Division IIB

### Auf- und Abstieg
Die bisherige Qualifikation zur Division IIB wird 2020 zur Division III.
| Absteiger in die Division III:  | Rumänien |
| Aufsteiger in die Division IIB: | Ukraine  |